# الزواج الثاني والرغبات
الزواج الثاني والرغبات (بالكورية: 블랙의 신부) هو مسلسل تلفزيوني كوري جنوبي، من بطولة كيم هي سون، لي هيون ووك، جونغ يوجين وبارك هون. تم اصداره على شبكة نتفليكس في 15 يوليو 2022.

## القصة
سيو هاي سيونغ التي فقدت كل شيء في لحظة بعد أن عاشت ربة منزل من الطبقة الوسطى في جانغ نام، لم شملها مع الرجل الذي قلب حياتها رأساً على عقب في ريكس، شركة معلومات الزواج للطبقة العليا، وتشارك في سباق رغباتها من أجل انتقامها. 

## طاقم
- كيم هي سون في دور سيو هاي سونغ.[7]

ربة منزل من الطبقة المتوسطة العليا في جانجنام، تدخل سوق الزواج مرة أخرى بعد وفاة زوجها.
- لي هيون ووك في دور لي هيونغ جو، مدير شركة مشاريع.[8]
- جونغ يو جين في دور جين يو هي.[9]

محامية في شركة كبيرة مع رغبتها في أن تصبح من الدرجة الأولى.
- تشا جي يون بدور تشوي يو سون

مديرة شركة زواج وتعارف مهنية رفيعة المستوى بالدولة.
- بارك هون بدور تشوي يو سون.[10]

بروفيسور لديه صراع مع تشوي يو سون حول ثروة والدها الهائلة.

## الإنتاج

### صناعة
في 21 يوليو 2021، أكدت نتفليكس من خلال بيان صحفي إنتاج المسلسل الكوري الأصلي «الزواج الثاني، والرغبات» وهو هجاء عن المجتمع الكوري يأمل فيه الناس في ترقية وضعهم من خلال الزواج أو الزواج مرة أخرى من عائلات النخبة. كشفت أيضًا أن المسلسل سيخرجه كيم جونغ مين الذي أخرج مسلسل «الرفاق السيئين» ومسلسل «الهوية المخفية». ومن تأليف لي جيون يونغ وإنتاجه بواسطة ايماج ناين كوميونيكشن واستوديو تايجر، بجانب انضمام كيم هي-سون ولي هيون ووك وجونغ يو جين وبارك هون وتشا جي يون.
يقال أنه تم استثمار حوالي 150-20 مليار وون في الإنتاج.[بحاجة لمصدر]

### طاقم
تم تأكيد اختيار الممثلين للمسلسل في يوليو 2021.

### التصوير
تمت القراءة الأولى للسيناريو في 6 يوليو 2021، وبدأ التصوير في 25 يوليو 2021.
انتهى التصوير في ديسمبر 2021.

## روابط خارجية
- الزواج الثاني والرغبات على موقع IMDb (الإنجليزية)
- الزواج الثاني والرغبات على موقع روتن توميتوز (الإنجليزية)
- الزواج الثاني والرغبات على موقع روتن توميتوز (الإنجليزية)
- الزواج الثاني والرغبات على موقع نتفليكس (الإنجليزية)
- الزواج الثاني والرغبات على موقع كينوبويسك (الروسية)
- الزواج الثاني والرغبات على موقع ألو سيني (الفرنسية)
- الزواج الثاني والرغبات على موقع قاعدة بيانات الفيلم (الإنجليزية)